# Текома
Текома (Tecoma)  — рід рослин родини біньйонієвих (Bignoniaceae).

## Будова
Дерева, кущі або ліани з непарноперистими, зрідка простими листками і великими червоними або яскраво-оранжевими квітками, зібраними в кінцеві щитоподібні суцвіття. Плід — видовжена коробочка.

## Класифікація
Нараховує близько 16 видів.
- Tecoma beckii J.R.I.Wood
- Tecoma capensis (Thunb.) Lindl.
- Tecoma castanifolia (D.Don) Melch.
- Tecoma cochabambensis (Herzog) Sandwith
- Tecoma fulva (Cavanilles) D.Don
- Tecoma nyassae Oliv.
- Tecoma rosifolia Humboldt, Bonpland & Kunth
- Tecoma stans (L.) Juss. ex Kunth
  - Tecoma stans var. stans
  - Tecoma stans var. sambucifolia
  - Tecoma stans var. velutina DC.
- Tecoma tenuiflora (DC.) Fabris
- Tecoma weberbaueriana (Kränzlin) Melchior[3][4].

Раніше до роду текома зараховували також види інших близьких родів родини бігнонієвих, зокрема види роду кампсис (Campsis), які тепер (від 2018 року), згідно з базою даних Flora Europaea, числяться в своєму роді кампсис. Таким чином, наприклад, кампсис укорінливий (Campsis radicans), поданий у деяких словниках як текома укорінлива, остаточно став прийнятою назвою, а Tecoma radicans лише її синонімом.

## Поширення та середовище існування
Поширені від Аргентини на півдні до Флориди і Мексики. Текома вкорінена (Tecoma radicans) — лазячий кущ, до 10— 15 м заввишки, з повітряними коренями, що дико росте в Північній Америці, та текома китайська (Tecoma chinensis), що дико росте в субтропічних районах Китаю та Японії, — культивуються як декоративна в Україні (у Криму). В оранжерейній культурі зустрічаються текома жасминовидна (Tecoma jasminoides) і текома м'яка (Tecoma mollis).
Текому прямостоячу (Tecoma stans) широко культивують у теплих країнах як декоративний чагарник.